# Gęsiarka (obraz Józefa Rapackiego)
Gęsiarka – obraz olejny polskiego malarza Józefa Rapackiego z 1922 roku, znajdujący się w kolekcji prywatnej.

## Historia
Gęsiarka jest obrazem sygnowanym: JÓZEF RAPACKI 1922./OLSZANKA. Obraz powstał w Olszance na Mazowszu na siedem lat przed śmiercią artysty. W 1907 malarz przeprowadził się z Krakowa do Olszanki koło Puszczy Mariańskiej, motywowany problemami zdrowotnymi. W ostatnim, najbardziej płodnym okresie życia, Rapacki stworzył m.in. dwa cykle pejzaży: „Z mazowieckiej ziemi” oraz „Dookoła mej siedziby”. Portrety odgrywały w jego twórczości podrzędną rolę. Tematem dziewczynki pasącej gęsi zajęli się wcześniej inni polscy twórcy: Antoni Gramatyka 1881, Roman Kochanowski w 1881. Portret znajduje się w zbiorach prywatnych.
W 1927 Rapacki namalował akwarelę Gęsiarka, na której przedstawiona została ta sama pasterka w postawie stojącej, owinięta w podobny pled.

## Opis obrazu
Rapacki przedstawił dziewczynkę pasącą gęsi. Dziecko siedzi owinięte szarym pledem w czerwoną kratę. Wzrok ma utkwiony w jakiś punkt za obserwatorem sceny. Na lewo od pasterki i za nią siedzą gęsi. W prawym dolnym rogu brązowieje kępa roślinności. Bura zieleń pastwiska wypełnia dolną połowę obrazu. W górnej części pejzażu dominuje jasna, bielejąca żółć nieba. Gęsiarka chroni się przed chłodem, więc może artysta chciał uchwycić scenę rozgrywającą się o wczesnym jesiennym poranku, bądź też o zachodzie słońca.